# Plagioporus angusticolle
Plagioporus angusticolle är en plattmaskart. Plagioporus angusticolle ingår i släktet Plagioporus och familjen Opecoelidae. Inga underarter finns listade i Catalogue of Life.